# Zawady Ełckie
Zawady Ełckie (deutsch Sawadden, 1938 bis 1945 Auglitten) ist ein Dorf in der polnischen Woiwodschaft Ermland-Masuren und gehört zur Gmina Stare Juchy (Landgemeinde (Alt) Jucha, 1938 bis 1945 Fließdorf) im Powiat Ełcki (Kreis Lyck).

## Geographische Lage
Zawady Ełckie liegt am Ostufer des Muxtsees (polnisch Jezioro Zawadzkie) in der östlichen Woiwodschaft Ermland-Masuren, 15 Kilometer nordwestlich der Kreisstadt Ełk (deutsch Lyck).

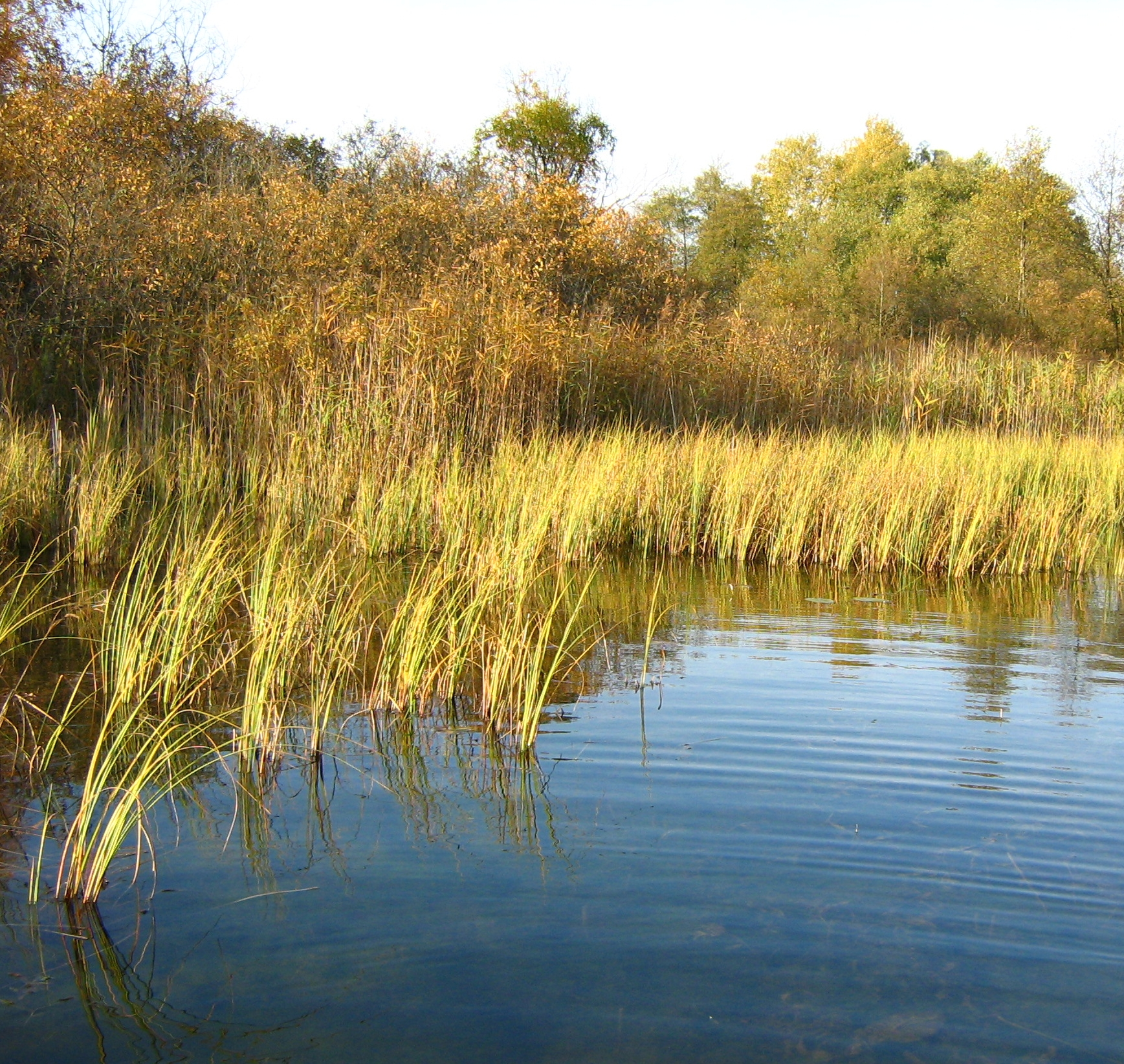
Jezioro Zawadzkie (Muxtsee)

## Geschichte
Das Dorf Sawadden wurde im Jahre 1541 gegründet. Zwischen 1874 und 1945 war es Teil des Amtsbezirks Alt Jucha (1929 bis 1938 „Amtsbezirk Jucha“, 1938 bis 1945 „Amtsbezirk Fließdorf“, Ortsname polnisch: Stare Juchy) im Kreis Lyck im Regierungsbezirk Gumbinnen (ab 1905: Regierungsbezirk Allenstein) in der preußischen Provinz Ostpreußen. Im gleichen Zeitraum war das Dorf in das Standesamt (Alt) Jucha (Fließdorf) eingegliedert.
Im Jahre 1910 zählte Sawadden 397 Einwohner, im Jahre 1933 waren es noch 376. 
Aufgrund der Bestimmungen des Versailler Vertrags stimmte die Bevölkerung im Abstimmungsgebiet Allenstein, zu dem Sawadden gehörte, am 11. Juli 1920 über die weitere staatliche Zugehörigkeit zu Ostpreußen (und damit zu Deutschland) oder den Anschluss an Polen ab. In Sawadden stimmten 260 Einwohner für den Verbleib bei Ostpreußen, auf Polen entfielen keine Stimmen.
Am 3. Juni (offiziell bestätigt am 16. Juli) 1938 wurde Sawadden aus politisch-ideologischen Gründen der Abwehr fremdländisch klingender Ortsnamen in „Auglitten“ umbenannt. Die Einwohnerzahl belief sich 1939 auf nur noch 330.
In Kriegsfolge kam das Dorf 1945 mit dem gesamten südlichen Ostpreußen zu Polen und erhielt die polnische Namensform „Zawady Ełckie“. Heute ist es Sitz eines Schulzenamtes (polnisch Sołectwo) und damit eine Ortschaft im Verbund der Landgemeinde Stare Juchy ((Alt) Jucha, 1938 bis 1945 Fließdorf) im Powiat Ełcki (Kreis Lyck), bis 1998 der Woiwodschaft Suwałki, seither der Woiwodschaft Ermland-Masuren zugehörig.

## Kirche
Bis 1945 war Sawadden resp. Auglitten in die evangelische Kirche Jucha in der Kirchenprovinz Ostpreußen der Kirche der Altpreußischen Union sowie in die römisch-katholische Kirche Lyck (polnisch Ełk) im Bistum Ermland eingepfarrt.
Heute gehört Zawady Ełkie katholischerseits zur Pfarrei Stare Juchy im Bistum Ełk der Römisch-katholischen Kirche in Polen. Die evangelischen Einwohner halten sich zur Kirchengemeinde in der Kreisstadt Ełk, einer Filialgemeinde der Pfarrei Pisz (deutsch Johannisburg) in der Diözese Masuren der Evangelisch-Augsburgischen Kirche in Polen.

## Verkehr
Zawady Ełckie ist auf einer Nebenstraße zu erreichen, die von Stare Juchy nach Połom (Polommen, 1938 bis 1945 Herzogsmühle) – bereits im Powiat Olecki (Kreis Oletzko/Treuburg) gelegen – führt. Eine Bahnanbindung besteht nicht.